# Rose Lee Maphis
Rose Lee Maphis, geboren als Rose Lee Schetrompf (Baltimore (Maryland), 29 december 1922 – Nashville (Tennessee), 26 oktober 2021), was een Amerikaanse countrymuzikante.

## Jeugd
Rose Lee Schetrompf werd in 1922 geboren in Maryland op een farm. Al vroeg interesseerde ze zich voor muziek en begon op 15-jarige leeftijd haar carrière bij de plaatselijke radio in Hagerstown als deel van The Saddle Sweethearts. Deze groep verhuisde in 1938 naar St. Louis, waar ze bij KMOX optrad en lid werd van de Old Fashioned Barn Dances.

## Carrière
Tijdens de jaren 1940 wisselde ze naar Old Dominion Barn Dance in Richmond, waar ze kennis maakte met Joe Maphis, die eveneens optrad in de show. Na de Tweede Wereldoorlog verhuisde Joe echter naar Chicago. Na zijn terugkeer in 1947 begonnen Rose Lee en Joe samen op te treden en gingen samen op tournee. In 1951, nadat ze waren verhuisd naar Los Angeles, trouwden ze en begonnen ze twee jaar later met het opnemen van platen. Hun in 1954 opgenomen song Dim Lights, Thick Smoke is tegenwoordig een klassieker van de honky-tonk. Intussen was het echtpaar te gast in bijna alle belangrijke countryshows van de westkust, zoals de Town Hall Party, de Hometown Jamboree en Tex Ritters tv-show Ranch Party.
Terwijl Joe als muzikant steeds populairder werd, trok Rose Lee zich steeds meer terug uit de business om meer aandacht te kunnen besteden aan het gezin. In 1961 publiceerde ze haar eerste soloalbum en nam met haar echtgenoot en de Blue Ridge Mountain Boys het bluegrass-album Rose Lee & Joe Maphis op. Tijdens de daaropvolgende jaren publiceerden ze samen steeds weer albums en traden op.
In 1968 verhuisden beiden naar Nashville, waar ze enkele jaren uit het muziekcircuit verdwenen, totdat haar jongste zoon Jody samen met zijn vader in 1971 het album Guitaration Gap publiceerde. Rose Lee en Joe's album Dim Lights, Thick Smoke verscheen in 1978 en er volgden twee verdere albums. Na het overlijden van Joe Maphis aan de gevolgen van longkanker beëindigde Rose Lee haar carrière en werkte voortaan in het Opryland, de bakermat van de Grand Ole Opry.

## Overlijden
Rose Lee Maphis overleed op 26 oktober 2021 op 98-jarige leeftijd in haar huis in Nashville aan nierfalen.

## Discografie

### Singles
Columbia Records
- ####:	Honky Tonk Down Town / The Parting of the Way
- 1959:	Fire On the Strings / I Love You Deeply (A-kant alleen van Joe Maphis)
- ####:	I'm Willin' To Try / Let's Pull Together

Mosrite Records
- ####:	Send Me Your Love A.P.O. / Write Him A Letter
- ####:	Tunin' Up For The Blues / A Lifetime of Love
- ####:	Country Girl Courtship / Pickin' and Guitin'

Starday Records
- ####:	Hoot'n Annie / Remember I'm Just As Close As the Phone
- ####:	Hot Time in Nashville / I've Got To Take You Home
- ####:	Your Little Black Book / Don't Pass Me By
- ####:	Ridin' Down Ole 99 / Turn On The Bright Lights

Chart Records
- 1969: Gee Aren't We Lucky / Guitar Happy
- 1970: Run That By Me One More Time / I Don't Care
- 1971: Slippin', Pickin', Fiddlin' / If I'm Gonna Have Your Lovin'

### Albums
- 1961: Rose Lee Maphis
- 1962: Rose Lee & Joe Maphis (met Joe Maphis en de Blue Ridge Mountain Boys)
- 1964: Mr. and Mrs. Country Music (met Joe Maphis)
- 1964: Hootenanny Star
- 1978: Dim Lights, Thick Smoke (met Joe Maphis)
- 1979: Boogie Woogie Flattop Guitar Pickin’ Man (met Joe Maphis)
- 1980: Honky Tonk Cowboy (met Joe Maphis)

- International Standard Name Identifier: 0000 0000 4029 493X
- Library of Congress Control Number: n91102357
- MusicBrainz: 62dd76ab-4647-4713-ae81-f968bc42279e
- Virtual International Authority File: 18865660
- WorldCat: E39PBJmXKM9hvTfBbR7brFDcyd